# Hội chứng HELLP
Hội chứng HELLP là một tai biến sản khoa bao gồm của tan máu, tăng men gan và số lượng tiểu cầu giảm. Hội chứng thường khởi phát trong 3 tháng cuối hoặc ngay sau khi sinh. Các triệu chứng bao gồm mệt mỏi, phù, đau đầu, buồn nôn, đau bụng hạ sườn phải, giảm thị lực, chảy máu mũi, và co giật. Biến chứng bao gồm đông máu nội mạch rải rác (DIC), bong nhau thai và suy thận.
Nguyên nhân của hội chứng này vẫn chưa rõ. Thường thì nó liên quan với tiền sản giật hoặc sản giật. Các yếu tố nguy cơ bao gồm đã tiền sử mắc hội chứng này, sản phụ lớn hơn 25 tuổi, và da trắng. Chẩn đoán là thường dựa trên xét nghiệm máu thấy các dấu hiệu của phá hủy tế bào hồng cầu (LDH lớn hơn 600 U/L), AST lớn hơn 70 U L, và tiểu cầu nhỏ hơn 100x109/L.
Điều trị cần đình chỉ thai càng sớm càng tốt. Đặc biệt đúng nếu mang thai ngoài 34 tuần. Có thể dùng thuốc để hạ huyết áp và truyền máu nếu cần. Corticosteroid có thể được sử dụng tăng tốc độ phát triển phổi của em bé, nếu vẫn trong thời kỳ đầu mang thai.
Hội chứng HELLP xảy ra ở khoảng 0,7% phụ nữ mang thai và ảnh hưởng đến khoảng 15% phụ nữ sản giật hoặc tiền sản giật nặng. Tử vong ở mẹ không phổ biến. Tình trạng của trẻ thường liên quan đến trẻ được sinh sớm đến mức nào. Hội chứng được đặt tên lần đầu tiên vào năm 1982.